# Палана
Пала́на (кор. Ӄычг'эт, Пыльг'ыльг'ын, рос. Палана) — селище міського типу, адміністративний центр Коряцького округу (адміністративно-територіальна одиниця з особливим статусом у складі Камчатського краю). Має статус міського округу, до складу Тигільського муніципального району не входить.
До 1 липня 2007 селище було адміністративним центром самостійного суб'єкта Російської Федерації Коряцького автономного округу, який увійшов до складу новоствореного Камчатського краю як адміністративно-територіальна одиниця з особливим статусом.

## Географія
Розташований на західному узбережжі Камчатки, на правій надзаплавній терасі річки Палана, за 7 км від її впадіння в Охотське море.
Відстань від Палани до Петропавловська-Камчатського (для наземного транспорту) — 940 км, до села Тигіль — 200 км.

## Топонім
Селище назване по однойменній річці, що в перекладі з коряцької Пылылъын означає «має водоспад». Також селище має коряцьку назву Камеран — дослівно «будинок в'яленої кети» і ітельменську Килхіт — «місце, де ростуть берези».

## Історія
Вперше російські козаки-землепрохідці загону Атласова відвідала район нинішнього поселення в 1697 році, тоді тут знаходилося коряцький острог Ангавіт, названий козаками Середнім Паланським. У 1876 році через часті підтоплення поселення перенесли в інше місце, де і розташована сучасна Палана. До 1896 року в селищі налічувалося 16 будинків і 11 землянок, де проживало 180 чоловік. У центрі перебували церква і лавка. Переважна більшість населення були ітельменці та коряки, росіян тільки 20 чоловік. Місцеві жителі займалися рибальством і полюванням, а також збиранням. У той час паланці не тримали оленів, а основним видом транспорту взимку були їздові собаки.
До 1920 року у Палані проживало близько 250 чоловік. У селі були церква і школа, 37 житлових дерев'яних будинків і 3 землянки. У 1925 році церква була передана клубу, ще через п'ять років розібрана і перебудована в новий Будинок культури.
У грудні 1926 року в селі був відкритий фельдшерський пункт. 16 жовтня 1930 у Палані відкрилося радіопоштове відділення, в 1937 році — бібліотека.
15 жовтня 1937 року Постановою № 88 Президії ВЦВК центр Коряцького національного округу Камчатської області Далекосхідного краю був переведений з Коряцької культбази в село Палана, з цього часу, по суті справи, Палана — стає окружним центром. (Збірник указів і розпоряджень ВЦВК, 1937 г, п.31, с.190)
23 серпня 1955 року рішенням № 60 Коряцького окрвиконкому у Палані організований лісгосп, який став відповідати за ведення лісового господарства на території всього округу.
20 липня 1962 року село Палана отримало статус робочого селища (Указ Президії Верховної Ради РРФСР; ф.1, д. 124, л.26) 

Статус селища міського типу — з 1962 року. 

Статус міського округу — з 18 лютого 2005 року.
У 1990 році у Палані відкрилося Коряцьке педагогічне училище.

## Транспорт
За 7 км від Палани є пункт рейдового розвантаження морських суден (Портпункт), що знаходиться в гирлі річки Палани. Портпункт забезпечує розвантаження судів з паливом, продовольством і промтоварами з Петропавловська-Камчатського, Владивостоку, Находки та Магадану. Найбільш сприятливий час року для морської навігації травень — жовтень.
Є аеропорт місцевих повітряних ліній, що приймає літаки та вертольоти з Петропавловська-Камчатського і районних селищ. Використовується також для вантажних перевезень.
По зимнику протяжністю 440 км з Палани можна проїхати на автомобільному транспорті до сіл Ессо та Анавгай, розташованих в Бистрінському районі Камчатського краю, а звідти по автомобільній дорозі до Петропавловська-Камчатського
До 2014 року планується[джерело?] завершення будівництва вдосконаленого зимника до села Тигіль, рух по якому можливий цілий рік, триватиме будівництво такого ж зимника до Анавгая.